# SN 2006ti
SN 2006ti – supernowa typu II odkryta 28 listopada 2006 roku w galaktyce A232913-0847. Jej maksymalna jasność wynosiła 20,80m.